# リック・アルゾーラ
リカルド・デビッド・アルゾーラ（Ricardo David Arzola、1961年12月18日- ）は、アメリカ合衆国出身の元プロ野球選手（外野手）。

## 来歴・人物
1984年、ロサンゼルスでの入団テストに合格し来日 。しかし、1軍に上がる事は出来ないまま同年末に退団。
その後1985年から86年までセントルイス・カージナルス傘下の1A・セントピーターズバーグ・カージナルスに所属していた。

## 詳細情報

### 年度別打撃成績
- 一軍公式戦出場なし

### 背番号
- 42 （1984年）[4]